# Sotina
Sotina este o localitate din comuna Rogašovci, Slovenia, cu o populație de 394 de locuitori.